# Santa Cruz del Norte (ort i Kuba)
Santa Cruz del Norte är en ort i Kuba.   Den ligger i provinsen Provincia Mayabeque, i den nordvästra delen av landet, 50 km öster om huvudstaden Havanna. Santa Cruz del Norte ligger 12 meter över havet och antalet invånare är 18 402.
Terrängen runt Santa Cruz del Norte är platt. Havet är nära Santa Cruz del Norte norrut. Runt Santa Cruz del Norte är det ganska tätbefolkat, med 80 invånare per kvadratkilometer. Närmaste större samhälle är Jaruco, 15,0 km sydväst om Santa Cruz del Norte. 